# Margherita Barezzi
Margherita Barezzi Verdi (4 de mayo de 1814, Busseto - 19 de junio de 1840, Milán) fue la primera esposa de Giuseppe Verdi e hija de Antonio Barezzi.

## Biografía
Hija del rico comerciante Antonio Barezzi, alentada por su padre, Margherita comenzó a estudiar por placer canto y a tocar el piano bajo la guía del muy joven Giuseppe Verdi desde finales de 1830, cuando el compositor se alojó en su casa y pronto se convirtió en su prometido.
Los dos se casaron en Busseto el 4 de mayo de 1836 en el Oratorio della Santissima Trinità, no lejos de la casa de la novia, con la presencia de la Orchestra Filarmonica local dirigida por su padre. El almuerzo de boda, en el que participó una gran parte de la ciudad, se celebró en la casa Barezzi e inmediatamente después los cónyuges se fueron a Milán para una breve luna de miel. A su regreso a Busseto, la pareja se mudó al Palazzo Tedaldi, uno de los más elegantes de la ciudad, que Barezzi había comprado y preparado para ellos.
Al año siguiente, en poco tiempo, nacieron dos niños, Virginia (Busseto, 26 de marzo de 1837-Busseto, 12 de agosto de 1838) e Icilio Romano (Busseto, 11 de julio de 1838-Milán, 22 de octubre de 1839), que sin embargo murieron al año de edad. En febrero de 1839, después de que Verdi abandonara su trabajo como profesor de música, se mudó a Milán siguiendo a su esposo en sus esfuerzos iniciales para abrirse camino en el mundo de la música. Asistió al estreno de la primera ópera de Verdi representada en el La Scala, Oberto, conde de San Bonifacio, en noviembre de 1839.
Murió al año siguiente a la edad de 26 años debido a una encefalitis mientras Verdi estaba componiendo su segunda ópera, Un giorno di regno. Fue enterrada en el cementerio milanés de Fopponino di Porta Vercellina, que ya no existe: una lápida permanece en su memoria, colocada en 1990 por la Fundación Giuseppe Verdi.
Desde 2001, su residencia histórica en Busseto se ha convertido en un museo de recuerdos de Verdi, confiados a la Asociación Amici di Verdi.